# Schleifknoten

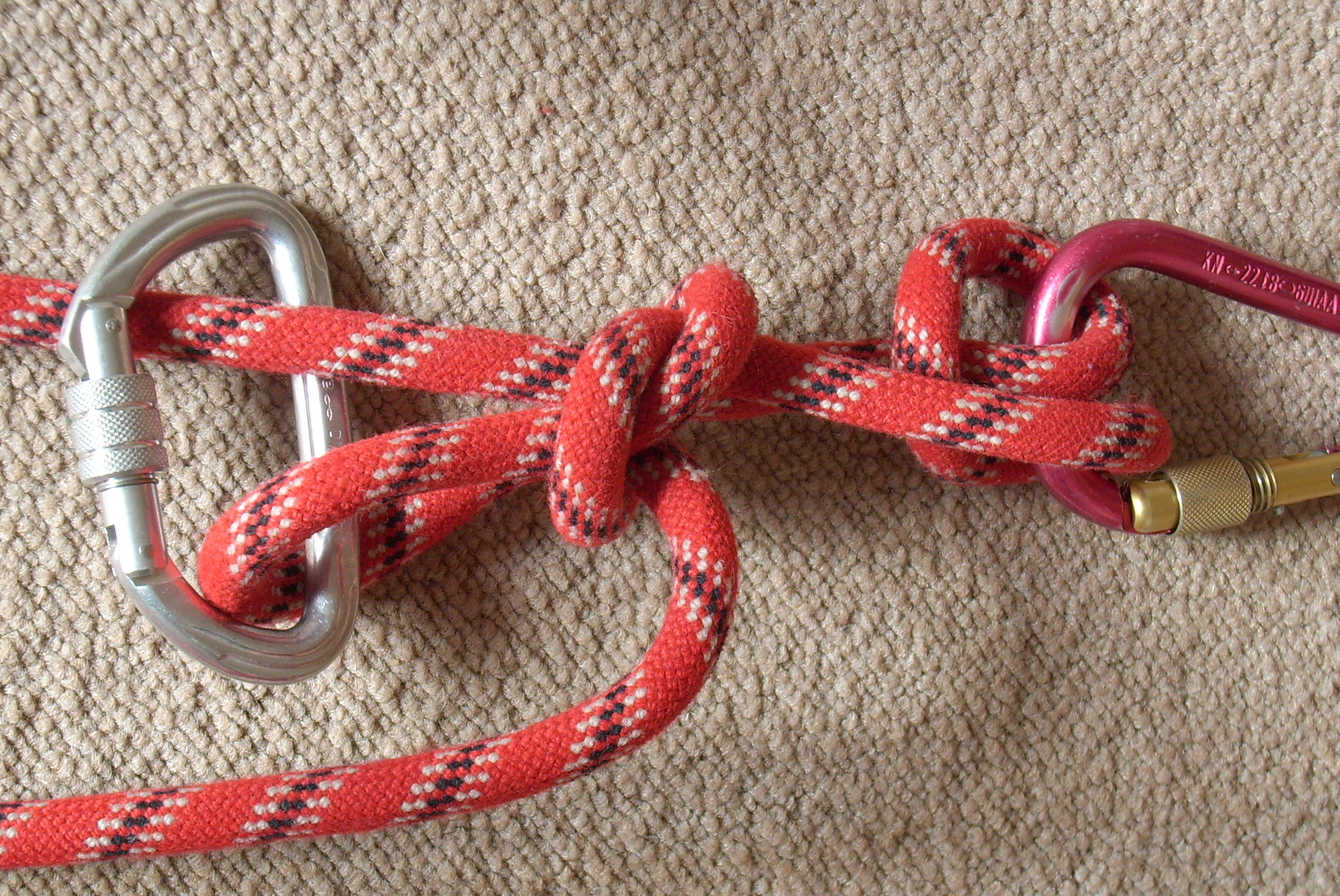
Hintersicherung mit Karabiner

Der Schleifknoten ist ein Knoten, der beim Klettern dazu dient, ein Seil zu blockieren.

## Anwendung
Sein größtes Anwendungsgebiet findet der Schleifknoten beim Klettern und der behelfsmäßigen Bergrettung. In den meisten Fällen verwendet man ihn, um einen Halbmastwurf zu blockieren. Dadurch hat der Sichernde die Hände frei, um seinem verunfallten Seilpartner zu helfen oder sich selbst auszuruhen, wenn dieser eine längere Pause macht. Anschließend kann er einfach und kontrolliert gelöst werden.
Der deutsche Alpenverein lehrt diesen Knoten als Standardknoten zum Blockieren einer Halbmastwurfsicherung. Dabei sollte er gegen versehentliches Herausrutschen hintersichert werden.

## Knüpfen
Dieser Knoten wird unter Zug geknüpft, also wenn der Kletternde im Seil sitzt.
Mit dem Bremsseil legt der Sichernde einen Halben Schlag mit Slip so um das Lastseil, dass das Lastseil im Überhandknoten zu liegen kommt und der Slip in Richtung des Kletternden zeigt. Der Knoten sollte so nah wie möglich am Halbmastwurf liegen, weil er bei Belastung in Richtung Karabiner rutscht.

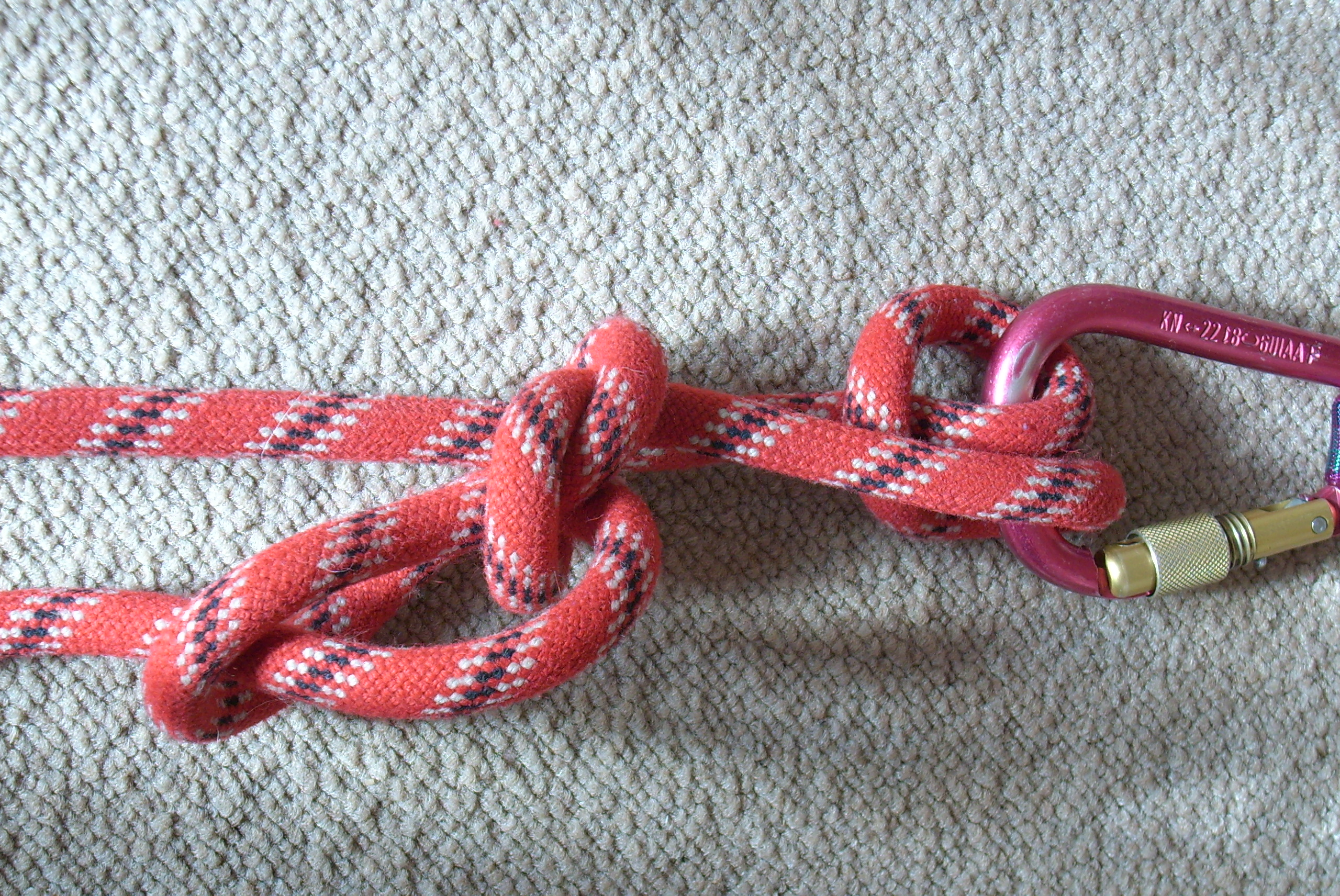
Hintersicherung mit Seilende

Der fertige Schleifknoten muss nach dem Durchrutschen hintersichert werden, damit er sich nicht durch versehentlichen Zug am Slip löst. Dies erfolgt mit einem Karabiner, der die Schlinge am Lastseil oder dem HMS-Karabiner befestigt.
Ist das Seilende lang genug, kann es auch durch die Schlinge gesteckt werden und ersetzt so den hintersichernden Karabiner.

## Alternativen
Erfolgt die Hintersicherung mittels eines Sackstichs, der um das Lastseil gelegt wird, entsteht der Bergrettungsknoten.
Der österreichische Alpenverein empfiehlt zum Blockieren eines Halbmastwurfs den Wasserklang.